# Anne Charlotte Robertson
Anne Charlotte Robertson (* 27. März 1949 in Columbus; † 15. September 2012 in Framingham) war eine US-amerikanische Filmregisseurin.

## Leben und Werk
Robertson begann Mitte der 1970er Jahre, schon vor der Studienzeit an der University of Massachusetts, Super-8-Filme zu drehen. Den Master legte sie am Massachusetts College of Art and Design bei Saul Levine ab. 2001 wurde sie mit einem Guggenheim-Stipendium ausgezeichnet. Ihr Hauptwerk ist der 38-stündige Film Five Year Diary (1981–1997), ein Langzeitprojekt, an dem sie fünfzehn Jahre lang arbeitete. Jede Episode dieses filmischen Tagebuchs handelt über mehrere Tage und ist 27 Minuten lang. Das gesamte Tagebuch umfasst 84 Filmrollen. Zudem drehte Ann Charlotte Robertson mehr als 30 Kurzfilme. Mehrere ihrer Kurzfilme waren auf der documenta 14 zu sehen.
Sie lebte 30 Jahre lang bis zu ihrem Tod in Framingham (Massachusetts), wo sie 2012 an den Folgen einer Krebserkrankung starb.

## Filmografie (Auswahl von Kurzfilmen)
- 1976: Experiment
- 1976: Pixillation
- 1976: Spirit of ’76
- 1976: Subways
- 1979: Dawn
- 1979: Snoozalarm
- 1979: Suicide
- 1980: Homebirth
- 1981: Locomotion
- 1981: Out a Window
- 1981: Going to work
- 1981: Lonely streets
- 1983: Magazine Mouth
- 1984: Depression Focus Please
- 1985: Talking to Myself #1
- 1985: Kafka kamera
- 1985: Fruit
- 1985: Rotting Pumpkin
- 1985: Anne Robertson
- 1986: My Obsession
- 1987: The Nude
- 1987: With Clothes
- 1988: Talking to Myself #2
- 1988: Weight
- 1988: Diet
- 1990: Apologies
- 1998: Melon Patches
- 1998: Alien Corn
- 2001: My Cat, My Garden and 9/11